# Olena Demjanenko

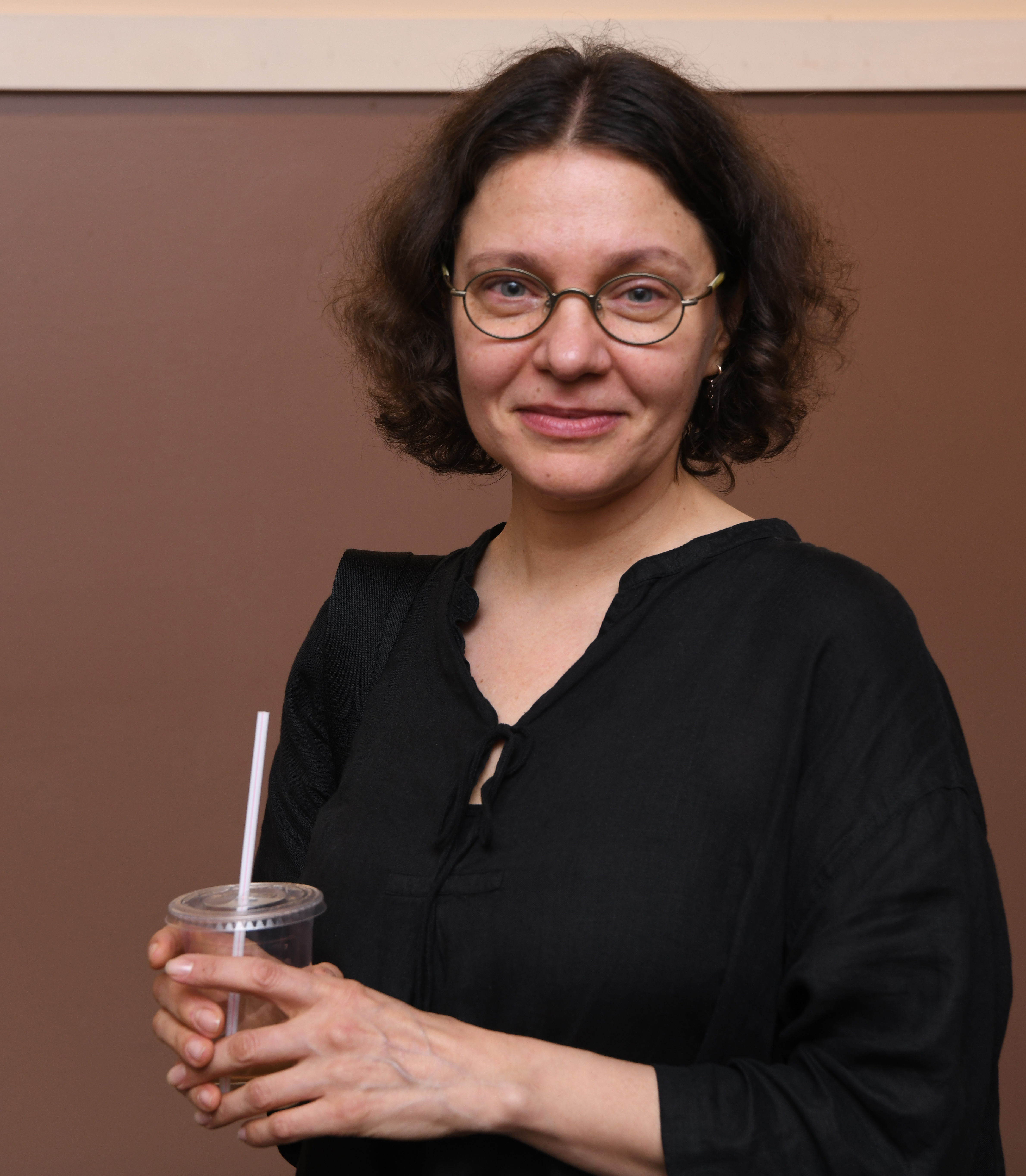
Olena Demjanenko, Toronto, 2019

Olena Wiktoriwna Demjanenko (ukrainisch Олена Вікторівна Дем'яненко; * 8. Mai 1966 in Lwiw) ist eine ukrainische Regisseurin, Filmproduzentin und Drehbuchautorin. Sie ist Mitglied des Nationalen Verbandes der Kameraleute der Ukraine sowie seit 2017 der Ukrainischen Filmakademie und seit 2018 auch der European Film Academy. 1990 machte sie ihren Hochschulabschluss am Kiewer Karpenko-Kary Institut für Theaterkunst.

## Filmografie (Auswahl)
Regie:
- Hutsulka Ksenya (2019)[5]
- Moya babusya Fani Kaplan (2016)[6]
- Mayakovskiy, Dva Dnya (achtteilige Miniserie) (2013)[7]
- F 63.9 Bolezn Iyubvi (2013)[8]

Produktion:
- Prostir (2021)
- Storonniy (2019)
- Hutsulka Ksenya (2019)
- Lol: Rzhaka (2018)
- Moya babusya Fani Kaplan (2016)
- Larysa Kadochnikova. Avtoportret (2014, Dokumentation)
- 2013 F 63.9 Bolezn lyubvi (2013)

Drehbuch:
- Hutsulka Ksenya
- Moya babusya Fani Kaplan

Quelle IMDb:

## Auszeichnungen und Nominierungen
- Sieger - 2020 Ukrainian Film Academy Awards (Best Screenplay) für Hutsuilka Ksenya,[1] auch für Bester Film nominiert.
- 2014 Odesa International Film Festival Nationaler Wettbewerb für F 63.9 Bolezn Iyubvi[1]
- 2016 Odesa International Film Festival Nationaler Wettbewerb für Moya babusya Fani Kaplan, der auch nominiert war für die
- 2017 Ukrainian Film Academy Awards (Bester Film, Bester Regisseur)

Zudem war sie 2021 in den Ukrainian Film Critics Awards zusammen mit Dmitriy Tomashpolskiy (Best Feature Film) für Storonnly (2019) nominiert.